# Бургин, Ричард Уэстон
Ри́чард Уэ́стон Бургин (англ. Richard Weston Burgin; род. 1947, Бруклайн, Норфолк, Массачусетс, США) — американский писатель. Сын скрипача Ричарда Бургина и скрипачки Рут Посселт.

## Биография
Окончил Университет Брандейса. Преподавал в Университете Тафта, Калифорнийском университете в Санта-Барбаре, в настоящее время профессор Сент-Луисского университета. Печатал статьи и рецензии в газетах The Washington Post, The Chicago Tribune, журналах The New York Times Book Review, Partisan Review и др., был колумнистом газеты The Boston Globe. Бургин был основателем и первым главным редактором журналов «Boston Review» и «New York Arts Journal», а в 1985 г. основал журнал «Boulevard»
Опубликовал роман «Призрачный квартет» (англ. Ghost Quartet; 1999), сборники рассказов «Человек без памяти» (англ. Man Without Memory; 1989), «Известность в узких кругах» (англ. Private Fame; 1991), «Страх голубого неба» (англ. Fear of Blue Skies; 1999), «Клуб идентичности» (англ. The Identity Club; 2006) и др. Рассказы Бургина пять раз удостаивались Премии Пушкарта.
Бургин составил популярные в США сборники интервью с Хорхе Луисом Борхесом (англ. Conversations with Jorge Luis Borges; 1969, ряд переизданий) и Исааком Башевис-Зингером (англ. Conversations with Isaac Bashevis Singer; 1985), переведённые в дальнейшем на несколько языков.